# 島根県小学校一覧
島根県小学校一覧（しまねけんしょうがっこういちらん）は、島根県の小学校の一覧。なお義務教育学校は、小学校と中学校を合わせた制度であるので便宜、小学校と中学校の双方に掲げる。

## 国立小学校
- 島根大学教育学部附属義務教育学校前期課程

## 公立小学校

### 松江市
- 松江市立秋鹿小学校
- 松江市立朝酌小学校
- 松江市立生馬小学校
- 松江市立忌部小学校
- 松江市立内中原小学校
- 松江市立大野小学校
- 松江市立大庭小学校
- 松江市立川津小学校
- 松江市立古江小学校
- 松江市立古志原小学校
- 松江市立雑賀小学校
- 松江市立城北小学校
- 松江市立竹矢小学校
- 松江市立中央小学校
- 松江市立津田小学校
- 松江市立乃木小学校
- 松江市立法吉小学校
- 松江市立母衣小学校
- 松江市立本庄小学校
- 松江市立持田小学校
- 松江市立恵曇小学校
- 松江市立佐太小学校
- 松江市立鹿島東小学校
- 松江市立島根小学校
- 松江市立美保関小学校
- 松江市立八雲小学校
- 松江市立宍道小学校
- 松江市立来待小学校
  - 松江市立来待小学校大野原分校
- 松江市立義務教育学校玉湯学園
- 松江市立義務教育学校八束学園
- 松江市立出雲郷小学校
- 松江市立揖屋小学校
- 松江市立意東小学校

### 浜田市
- 浜田市立原井小学校
- 浜田市立松原小学校
- 浜田市立石見小学校
- 浜田市立美川小学校
- 浜田市立周布小学校
- 浜田市立長浜小学校
- 浜田市立国府小学校
- 浜田市立三階小学校
- 浜田市立雲城小学校
- 浜田市立今福小学校
- 浜田市立波佐小学校
- 浜田市立旭小学校
- 浜田市立弥栄小学校
- 浜田市立三隅小学校
- 浜田市立岡見小学校

### 出雲市
- 出雲市立今市小学校
- 出雲市立大津小学校
- 出雲市立上津小学校
- 出雲市立塩冶小学校
- 出雲市立神戸川小学校
  - 出雲市立神戸川小学校若松分校
- 出雲市立高松小学校
- 出雲市立長浜小学校
- 出雲市立四絡小学校
- 出雲市立高浜小学校
- 出雲市立北陽小学校
- 出雲市立稗原小学校
- 出雲市立神西小学校
- 出雲市立平田小学校
- 出雲市立灘分小学校
- 出雲市立さくら小学校
- 出雲市立朝陽小学校
- 出雲市立伊野小学校
- 出雲市立大社小学校
- 出雲市立荒木小学校
- 出雲市立遙堪小学校
- 出雲市立須佐小学校
- 出雲市立多伎小学校
- 出雲市立湖陵小学校
- 出雲市立出東小学校
- 出雲市立荘原小学校
- 出雲市立中部小学校
- 出雲市立西野小学校
- 出雲市立みなみ小学校
- 出雲市立旅伏小学校

### 益田市
- 益田市立益田小学校
- 益田市立高津小学校
- 益田市立吉田小学校
- 益田市立吉田南小学校
- 益田市立安田小学校
- 益田市立鎌手小学校
- 益田市立真砂小学校
- 益田市立豊川小学校
- 益田市立西益田小学校
- 益田市立桂平小学校
- 益田市立戸田小学校
- 益田市立中西小学校
- 益田市立東仙道小学校
- 益田市立都茂小学校
- 益田市立匹見小学校

### 大田市
- 大田市立朝波小学校
- 大田市立大田小学校
- 大田市立大森小学校
- 大田市立川合小学校
- 大田市立北三瓶小学校
- 大田市立久手小学校
- 大田市立久屋小学校
- 大田市立志学小学校
- 大田市立静間小学校(五十猛小、鳥井小、静間小が統合され、大田市立静間小学校が2026年4月1日開校予定)
- 大田市立高山小学校
- 大田市立長久小学校
- 大田市立仁摩小学校
- 大田市立温泉津小学校

### 安来市
- 安来市立十神小学校
- 安来市立社日小学校
- 安来市立島田小学校
- 安来市立宇賀荘小学校
- 安来市立南小学校
- 安来市立能義小学校
- 安来市立飯梨小学校
- 安来市立荒島小学校
- 安来市立赤江小学校
- 安来市立広瀬小学校
- 安来市立比田小学校
- 安来市立山佐小学校
- 安来市立布部小学校
- 安来市立安田小学校
- 安来市立母里小学校
- 安来市立井尻小学校
- 安来市立赤屋小学校

### 江津市
- 江津市立郷田小学校
- 江津市立渡津小学校
- 江津市立江津東小学校
- 江津市立川波小学校
- 江津市立津宮小学校
- 江津市立高角小学校
- 江津市立桜江小学校

### 雲南市
- 雲南市立阿用小学校
- 雲南市立海潮小学校
- 雲南市立佐世小学校
- 雲南市立大東小学校
- 雲南市立西小学校
- 雲南市立加茂小学校
- 雲南市立木次小学校
- 雲南市立寺領小学校
- 雲南市立西日登小学校
- 雲南市立斐伊小学校
- 雲南市立鍋山小学校
- 雲南市立三刀屋小学校
- 雲南市立掛合小学校
- 雲南市立吉田小学校
- 雲南市立田井小学校

### 奥出雲町
- 奥出雲町立横田小学校
- 奥出雲町立仁多小学校　(※布勢小・三成小・高尾小・亀嵩小・阿井小・三沢小の6校が統合し2026年4月開校予定)

### 飯南町
- 飯南町立頓原小学校
- 飯南町立志々小学校
- 飯南町立赤名小学校
- 飯南町立来島小学校

### 川本町・美郷町・邑南町
- 川本町立川本小学校
- 美郷町立邑智小学校
- 美郷町立大和小学校
- 邑南町立石見東小学校
- 邑南町立日貫小学校
- 邑南町立矢上小学校
- 邑南町立高原小学校
- 邑南町立市木小学校
- 邑南町立瑞穂小学校
- 邑南町立阿須那小学校
- 邑南町立口羽小学校

### 津和野町・吉賀町
- 津和野町立津和野小学校
- 津和野町立木部小学校
- 津和野町立青原小学校
- 津和野町立日原小学校
- 吉賀町立柿木小学校
- 吉賀町立七日市小学校
- 吉賀町立朝倉小学校
- 吉賀町立六日市小学校
- 吉賀町立蔵木小学校

### 隠岐郡
- 海士町立海士小学校
- 海士町立福井小学校
- 西ノ島町立西ノ島小学校
- 知夫村立知夫小学校
- 隠岐の島町立西郷小学校
- 隠岐の島町立中条小学校
- 隠岐の島町立有木小学校
- 隠岐の島町立磯小学校
- 隠岐の島町立北小学校
- 隠岐の島町立五箇小学校
- 隠岐の島町立都万小学校